# 싸인 (드라마)
《싸인》(Sign, 死因)은 2011년 1월 5일부터 2011년 3월 10일까지 SBS에서 방송된 20부작 드라마 스페셜이다. 국립과학수사연구원에서 시신을 부검하여 사인을 밝혀내는 법의관들의 이야기를 다뤘다.
앞서 작가는 법의관들의 이야기를 심화적으로 다루기보다는 우리 사회에 있는 숨은 권력들의 힘과 그 권력이 행사하는 모든 부조리한 일들을 드러내는 것이 이 드라마의 궁극적 목표라 언급하였다. 또한 국립과학수사연구원 소속 박소형 법의관은 작품의 내용과 실제 상황이 많이 다르다며, 분별있는 감상을 당부한 바 있다.

## 여담
이 드라마의 회차 중 하나에서 유희왕의 캐릭터인 유성(유희왕 5D's)이 에이스 몬스터로 사용했던 슈팅 스타 드래곤이 나온 장면이 있었다. 이 방송후 대한민국은 물론 일본과 해외에서도 큰 관심이 있었다.

## 등장 인물

### 주요 인물
- 박신양 : 윤지훈 역 - 국과수 소속 법의관
- 김아중 : 고다경 역 - 신참 법의학자
- 전광렬 : 이명한 역 - 법의학계 일인자
- 엄지원 : 정우진 역 - 강력부 검사
- 정겨운 : 최이한 역 - 송파서 강력계 형사

### 주변 인물
- 안문숙 : 홍숙주 역 - 국과수 법과학부 약독물과 직원
- 정은표 : 김완태 역 - 국과수 법의학부 8년차 베테랑 연구사
- 문천식 : 안성진 역 - 국과수 법의학부 6개월차 연구사
- 임호걸 : 장재영 역 - 국과수 법의학부 4년차 연구사
- 장현성 : 장민석 역 - 변호사. J로펌 대표
- 송재호 : 정병도 역 - 한국 법의학계의 초석을 다진 인물

### 그 외
- 권병길 : 구성태 역 - 국과수 서울 본원 법의학부 법치의학자. 국내에 4명뿐인 법치의학자 중 하나. 정병도와 함께 국과수 초창기 때부터 국과수를 지켜온 터줏대감
- 오현수 :선배 오형사 역 - 최이한의 강력계형사선배
- 김응수 : 최중섭 역 - 부장검사
- 이정헌 : 주인혁 역 - 윤지훈의 대학 선배이자 국과수 선배. 이명한의 오른팔
- 김경범 : 박태규 역 - 국과수 법과학부 부장. 이명한의 왼팔
- 정승호 : 고강식 역 - 다경의 아버지
- 김영선 : 정은모 역
- 황선희 : 강서연 역 - 강중혁 의원의 딸. 서윤형 살해범
- 박영지 : 강중혁 의원 (前 대법관) 역 - 여당의 차기 대권 주자
- 김한준 : 강용화 역 - 국과수 소속 법의관
- 임승대 : 주선우 역 - 그룹 'VOICE'의 소속사 대표
- 장민영 : 이수정 역 - 서윤형의 코디네이터

### 특별 출연
- 윤주상 : 정문수 역 - 서울경찰청 소속 검시관
- 건일 : 서윤형 역 - 그룹 'VOICE'의 리더
- 성모 : 그룹 'VOICE'의 멤버 역
- 성제 : 그룹 'VOICE'의 멤버 역
- 지혁 : 그룹 'VOICE'의 멤버 역
- 광수 : 그룹 'VOICE'의 멤버 역
- 최민 : 노상민 검사 역
- 고정민 : 한태주 역
- 백승현 : 이철원 역 - 한영그룹 소속 연구원
- 김정학 : 박영준 역 - 경기지검 강력계 소속검사
- 최재환 : 안수현 역
- 김익태 : 안수현 아버지 역
- 김정태 : 정차영 역 - 한영그룹 대표이사
- 양택조 : 송씨 역
- 유세례 : 미영 역
- 정기성 : 안칠현 검사 역
- 송귀현 : 행정 안전부 차관 역
- 허인범
- 김태영
- 김광인 : 문정기 역 - 국과수 프로파일러
- 김결
- 강신구
- 한동환
- 윤영목 : 형사 역
- 전예서 : 시가노 레이코 역 - 히로시마 법의학자
- 김성원 : 교장선생님 역
- 한보배 : 아키짱 역 - 조선인 백골 사체의 여자
- 장항준 : 옆 테이블 손님 역
- 김민교: 경찰관 역
- 김성오 : 이호진 역 - 게임회사 직원. 묻지마 살인 사건의 용의자
- 오현철 : 우재원 역 - 이호진과 같은 게임회사 직원
- 최영신 : 편의점 만취녀 역
- 이재우
- 맥신 쿠 : 중국기자 역
- 유채목 : 여교도관 역
- 이창 : 게임회사 사장 역
- 정지윤 : 부장검사 비서 역
- 성인자
- 사무엘 강 : 취객2 역
- 도승지 : 고다경 동료 역
- 조인우
- 박선준
- 진모

## 제작진
- EP : 최문석
- 극본
  - 김은희 (1회 ~ 20회)
  - 장항준 (11회 ~ 20회)
- 연출
  - 장항준 (1회 ~ 10회)
  - 김형식 (11회 ~ 20회)
  - 김영민 (1회 ~ 20회)
- 제작 : (주)골든썸, (주)아폴로픽쳐스, 김용훈, 이미지
- 제작이사 : 신인수
- 프로듀서 : 박지은
- 기획프로듀서 : 서준호
- 마케팅프로듀서 : 손자영
- 제작프로듀서 : 김시환
- 제작관리 : 양진국, 신윤숙
- 제작행정 : 김가은
- 투자관리 : 양근모
- 제작협조 : (주)IOK컴퍼니
- 촬영감독 : 윤대영, 황민식
- 포커스플러 : 이상훈, 최병훈
- 카메라 1st: 이강우, 최제락
- 조명감독 : 조승조, 이진택
- 조명 : 오형갑, 김동규, 이형우, 김성종, 손석호, 지정배
- 발전차 : 최인환
- 동시녹음 : 전희성, 김해성, 배지록, 김상문, 도영훈, 정무남
- 크레인 : 최재림, 김학균, 김문수, 이철
- 미술감독 : 조병용
- 세트 : 김화철, 김경대, 박일홍, 마남일
- 작화 : 김지영, 손상운
- 미술개발 : 안신영
- 무술감독 : 정두홍
- 음악 : 양정우
- OST제작 : (주)골든썸 권용호
- 편집 : 오세레나
- 보조작가 : 김혜원, 문선영
- FD : 김석원, 김중영, 김진일, 서영빈
- 조연출 : 박민수, 최지영

## 수상 경력
- 2011년 SBS 연기대상 드라마스페셜부문 남자우수상 - 정겨운
- 2011년 SBS 연기대상 드라마스페셜부문 남자우수상 - 전광렬

## 사운드 트랙
| #  | 제목            | 작사   | 작곡   | 가수         | 재생 시간 |
| -- | --------------- | ------ | ------ | ------------ | --------- |
| 1. | 〈좋은 사람〉   | 조영수 | 안영민 | 김진표, 숙희 | 3:29      |
| 2. | 〈이별하는 날〉 | 배방진 | 남매   | 초신성       | 1:33      |
| 3. | 〈독종〉        | 조은희 | 황성제 | 임재범       | 4:10      |
| 4. | 〈혹시〉        | 배방진 | 재희   | 최수진       | 4:15      |
| 5. | 〈그대라서〉    | 양정우 | 남매   | 웨일         | 4:42      |

## 시청률
| 2011년      | 2011년      | 2011년         | 2011년       | 2011년         | 2011년       |
| 회차        | 방송일      | TNmS 시청률    | TNmS 시청률  | AGB 시청률     | AGB 시청률   |
| 회차        | 방송일      | 대한민국(전국) | 서울(수도권) | 대한민국(전국) | 서울(수도권) |
| ----------- | ----------- | -------------- | ------------ | -------------- | ------------ |
| 제1회       | 1월 5일     | 14.3%          | 18.1%        | 16.1%          | 17.3%        |
| 제2회       | 1월 6일     | 15.0%          | 18.2%        | 17.7%          | 20.4%        |
| 제3회       | 1월 12일    | 14.0%          | 16.7%        | 16.2%          | 18.2%        |
| 제4회       | 1월 13일    | 12.9%          | 15.1%        | 14.8%          | 16.1%        |
| 제5회       | 1월 19일    | 15.0%          | 17.4%        | 15.3%          | 17.3%        |
| 제6회       | 1월 20일    | 13.9%          | 16.4%        | 17.7%          | 19.6%        |
| 제7회       | 1월 26일    | 15.7%          | 17.5%        | 17.6%          | 19.0%        |
| 제8회       | 1월 27일    | 15.8%          | 17.5%        | 17.7%          | 19.0%        |
| 제9회       | 2월 2일     | 13.4%          | 15.1%        | 16.0%          | 16.5%        |
| 제10회      | 2월 3일     | 12.3%          | 12.8%        | 14.0%          | 14.7%        |
| 제11회      | 2월 9일     | 17.2%          | 19.6%        | 19.2%          | 19.7%        |
| 제12회      | 2월 10일    | 17.9%          | 20.9%        | 20.6%          | 21.4%        |
| 제13회      | 2월 16일    | 16.9%          | 19.5%        | 18.7%          | 18.6%        |
| 제14회      | 2월 17일    | 17.9%          | 20.8%        | 19.5%          | 19.6%        |
| 제15회      | 2월 23일    | 16.8%          | 19.1%        | 17.8%          | 18.1%        |
| 제16회      | 2월 24일    | 17.7%          | 20.6%        | 19.5%          | 20.1%        |
| 제17회      | 3월 2일     | 19.1%          | 21.6%        | 23.3%          | 24.5%        |
| 제18회      | 3월 3일     | 19.7%          | 22.6%        | 23.8%          | 25.7%        |
| 제19회      | 3월 9일     | 19.9%          | 22.5%        | 23.2%          | 24.6%        |
| 제20회      | 3월 10일    | 22.1%          | 26.1%        | 25.5%          | 27.3%        |
| 평균 시청률 | 평균 시청률 | 16.4%          | 18.9%        | 18.7%          | 19.9%        |

- 위의 표는 TNmS[2]와 AGB 닐슨 미디어 리서치[3]가 자사의 홈페이지에 공개한 시청률을 바탕으로 작성된 것입니다. 파란색 숫자는 '최저 시청률'이고, 빨간색 숫자는 '최고 시청률'입니다.

## 연장
- 싸인 방영 분량이 16부작에서 4회 연장되어 20부작으로 변경.확정되었다.

## 특징
- 극중 등장 인물들이 사용하는 카메라는 모두 니콘 제품이고, 실제로 국립과학수사연구원 직원들도 니콘 제품을 많이 사용한다고 한다.
- 드라마 오프닝 중 등장 인물 소개장면에서 체스의 말이 사용되었는데, 네티즌들은 체스의 말이 각 등장 인물을 대변한다는 추측을 하였다.[4]

## 경쟁 프로그램
- 프레지던트 (KBS2, 2010년 12월 15일 ~ 2011년 2월 24일)
- 가시나무새 (KBS2, 2011년 3월 2일 ~ 2011년 5월 5일)
- 마이 프린세스 (MBC, 2011년 1월 5일 ~ 2011년 2월 24일)
- 로열 패밀리 (MBC, 2011년 3월 2일 ~ 2011년 4월 28일)